# 薛遠
薛遠（1414年—1495年），字継遠，南京廬州府無為州巢縣軍籍，廣東儋州學增廣生。明朝政治人物。明初兵部尚书薛祥之孫。

## 生平
正統六年（1441年）廣東鄉試舉人，正統七年（1442年）聯捷壬戌科三甲第八十八名进士。景泰年间，官至戶部郎中。天順元年，升任户部右侍郎，改工部。奉詔塞開封決河，再改戶部。
成化间，督兩廣軍餉，官至南京兵部尚書，因得罪汪直而被免官。